# Kanton Le Catelet
Kanton Le Catelet (fr. Canton du Catelet) byl francouzský kanton v departementu Aisne v regionu Pikardie. Tvořilo ho 18 obcí. Zrušen byl po reformě kantonů 2014.

## Obce kantonu
- Aubencheul-aux-Bois
- Beaurevoir
- Bellenglise
- Bellicourt
- Bony
- Le Catelet
- Estrées
- Gouy
- Hargicourt
- Joncourt
- Lehaucourt
- Lempire
- Levergies
- Magny-la-Fosse
- Nauroy
- Sequehart
- Vendhuile
- Villeret